# Пехарасте ћелије
Пехарасте ћелије, једноћелијске жлезде (лат. cellula caliciformis), пехарасти ентероцити , пехарасти егзокриноцити (лат. exocrinocytus caliciformis) специјализоване су епителске ћелије  које луче муцин,  мукополисахарид, нормално прозиран и вискозан материјал који се раствара у води и формира слуз. Када пехарасте ћелије ослободе произведен муцин, оне се смањују и почињу поново складиштити муцин. Тако раде кроз циклусе секреције, у којима се пуне и празне сваких 1 или 2 сата. Ова слуз је углавном лубрикант: спречава дехидрацију слузнице, штити од инфекција и болести, и стабилизује флору у одређеним органима. Постоји велики број подтипова ових ћелија.
Присутне су у епителским облогама слузокоже респираторног и дигестивног тракта и ока.  Поред слузи такође луче антимикробне протеине, хемокине и цитокине који имају функције у урођеном имунитету. Клинички, пехарасте ћелије су повезане са респираторним обољењима и инфламаторним болестима црева. 3

## Историја
Пехарасте ћелије први су пут уочене од стране немачких научника. Први који их је идентификовао 1837. године, у слузокожи танког црева био је доктор Фридрих Густав Јакоб Хенле.
Тек 1857. године зоолог Франз Леидиг их је назвао слузокожним ћелијама, након што је прегледао епидерм  рибе. 
Године 1867. Франз Еилхард Сцхулзе (немачки анатом) назвао их је пехарасте челије, јер су му биле сличне пехару на основу њихове форме, а није био сигуран да те ћелије излучују слуз.

## Локализација
Пехарасте ћелије су врста ентероцита који се налазе се на цревним ресицама појединачно и то међу обрубљеним ентероцитима. Обично их  нема на самом врху ресица, као и на дну крипте. У танком цреву човека чине 9,5% свих ћелија епителног слоја. Број пехарастих ћелија се повећава у дисталном делу црева .
Осим у цревима, пехарасте ћелије се налазе у слузокожи респираторног тракта, у коњуктиви очију, каналима панкреаса и паротидним пљувачним жлездама.
У респираторном тракту, већина пехарастих ћелија се налази у екстраторакалном делу (ван грудног коша) трахеје. Са смањењем пречника бронхија њихов број је значајно смањен, а у бронхиолама мањим од 1 мм  потпуно су одсутне.

## Структура
Пехарасте ћелије су високо поларизоване, егзокрине ћелије  присутне унутар слузокоже које излучују слуз. Супрануклеусно се уочава добро развијен Голџијев апарат од кога се одвајају бројне муцигене грануле, које испуњавају и  обликују апикални пол ћелији дајући ћелији пехараст облик, те отуда и назив пехараста ћелија.
Структуре и функције различитих поларизованих сектора пехарастих ћелија сумиране су у терминиму домени, који су дефинисани као морфолошки, биохемијски и функционални домени.   

### Микроархитектура
Пехарасте ћелије показују облик чашице, цилиндра или вретена са увећаним дисталним крајем или централним сектором. Апикални ћелијски домен је екскреторни, потпуно је окружен глобулама муцина и отвара се ка  споља. Централни домен садржи бројне митохондрије и велики Голџијев апарат. 
Базални домен је у контакту са базалном мембраном и и у њему се налази ћелијско једро.

### Ултраструктура
Електронска микроскопија је омогућила исцрпно проучавање цитоархитектуре пехарасте ћелије, и одређивање добро окарактерисаних ћелијских домена.
Апикални ћелијски домен
Приказује ћелијску мембрану ограђену глобулама муцина које лучи.
Микротубуле и микрофиламенти су динамична популација, која је поређана дуж дуге осе ових ћелија, блиско повезана са гранулама муцина и филаментозним митохондријама.   Микротубули су неопходни за одржавање транспорта гранула муцина у пехарастим ћелијама.
У нормалним пехарастим ћелијама, контрактилни протеин Ф-актин је ограничен на апикалну површину ћелије.
Актински филаменти делују као баријера лучењу тако што ометају приступ гранулама муцина плазма мембрани.
Слуз коју производи пехараста ћелија излучује се у лумен егзоцитозом гранула муцина. Отвори пехарастих ћелија и фенестрирана плазма мембрана протежу се дубоко у чашицу ове ћелије.
Средњи ћелијски домен,
То је секреторни домен и формиран је од Голџијевог апарата са екстензивним цистернама, од везикула који настају из транс-Голџијевог дела и дела ендоплазматског ретикулума.
Слој цитоплазме назван тека, богат филаментима, одваја масу гранула муцина од бочне ћелијске мембране и такође их одваја од супрануклеарног региона који заузима Голџи апарат.
Састоји се од два слоја средњих филамената (пречника 10 нм): унутрашњег у облику мреже, близу зида обимних Голџи цистерни, и спољашњег слоја у облику снопова ободних филамената, распоређених као прстенови.
Домен базалних ћелија,
Заузимају језгро, ендоплазматски ретикулум и митохондрије, и то све у непосредној близини базалне мембране .
- Цревна жлезда из људског црева са видљивим пехарастим ћелијама
- Пехарасте ћелије у танком цреву
- Одсек мишјег црева, слуз пехарастих ћелија плаве боје
- Пехарасте ћелије у дебелом цреву

## Хистологија
Ове једноћелијске жлезде, су цилиндричне базофилне ћелије разбацане или неправилно распоређене у епителу вежњаче, танког и дебелог црева, назофаринкса, ларинкса трахеје и бронха. Нагомилане мукусне капи у горњем делу дају ћелији пехараст облик, док су једро и органеле потиснуте у базални део ћелије. Бројне округласте мукусне капи формирају се у добро развијеном Голџи комплексу. Секрет из капи се ослобађа егзоцитозом. Често ћелија избаци све мукусне капи и постане узана цилиндрична све до следећег секреторног циклуса. 
Са суседним ћелијама пехарасте ћелије су везане везивним комплексима. Садржај мукусних капи је ПАС позитиван, базофилан и метахроматичан, јер се састоји од гликопротеина и гликозаминогликана. Секрет ових ћелија ствара заштитни филм на површини епитела у коме се налазе пехарасте ћелије. 
Њихов животни век траје само 2 до 4 дана, са једним или два секреторна циклуса. Прекурзори интестиналних пехарастих ћелија су олигомукозне ћелије.

## Клинички значај

### Алергијска астма
Прекомерна производња слузи уочена код пацијената са алергијском астмом је последица метаплазије пехарастих ћелија, диференцијације епителних ћелија дисајних путева у пехарасте ћелије које производе муцин.  Ове ћелије производе густе муцине МУЦ5АЦ и МУЦ5Б, који зачепљују дисајне путеве, што доводи до опструкције протока ваздуха карактеристичне за астму.
Метаплазија пехарастих ћелија код алергијске астме је последица деловања цитокина ИЛ-13. ИЛ-13 се везује за ИЛ-4Рα рецептор и покреће СТАТ6 сигнални одговор.  Везивање ИЛ-13 изазива фосфорилацију остатака тирозина на ИЛ-4Рα.  Ово доводи до спајања СТАТ6 мономера, који су сами фосфорилисани, а затим напуштају рецептор и конгрегирају се у СТАТ6 хомодимере у цитоплазми.  Ови хомодимери затим улазе у језгро, где се везују за регулаторне елементе у ДНК, што утиче на транскрипцију одређених гена укључених у производњу слузи.
Индукција СТАТ6 сигнализације помоћу ИЛ-13 доводи до повећања експресије 15-липоксигеназе (15-ЛО-1), ензима укљученог у разградњу незасићених масних киселина.  Док 15-липоксигеназа делује везивањем за фосфолипиде и даје хидрокси и епокси метаболите.  Један такав метаболит, 15-хидроксиеикозатетраноична киселина (15-ХЕТЕ), ослобађа се интрацелуларно, где се коњугује са фосфатидилетаноламином, фосфолипидном компонентом. 15-ХЕТЕ-ПЕ и индукује експресију муцина МУЦ5АЦ.

### Карциноиди пехарастих ћелија
Карциноиди пехарастих ћелија су класа ретких тумора који настају као резултат прекомерне пролиферације пехарастих и неуроендокриних ћелија. Већина ових тумора настаје у слепом цреву и може имати симптоме сличне много чешћем акутном апендицитису.  Главни третман локализованих тумора пехарастих ћелија је уклањање слепог црева, а понекад се ради и уклањање десног хемиколона. Дисеминовани тумори могу захтевати лечење хемотерапијом поред операције.

### Метаплазија
У неким патологијама, пехарасте ћелије се могу појавити у ткивима и органима у којима су нормално или одсутне или присутне у много мањем броју. Често је таква метаплазија преканцерозно стање. Тако, у Беретовом једњаку, компликацији гастроезофагеалне рефлуксне болести, која се сматра преканцерозним стањем једњака, пехарасте ћелије се налазе у слузокожи једњака.
Присуство пехарастих ћелија у слузокожи желуца сматра се најважнијим дијагностичким знаком интестиналне метаплазије (стање преканцера желуца).
Хиперплазија пехарастих ћелија дисајних путева, са или без прогресије у метаплазију и дисплазију, је патолошко стање које је прекурзор карцинома плућа.